# Helophorus smetanai
Helophorus smetanai är en skalbaggsart som beskrevs av Hilsenhoff 1995. Helophorus smetanai ingår i släktet Helophorus och familjen halsrandbaggar. Inga underarter finns listade i Catalogue of Life.